# Wimbledon Championships 2018/Herrendoppel-Rollstuhl
Das Herrendoppel (Rollstuhl) der Wimbledon Championships 2018 war ein Rollstuhltenniswettbewerb in London und fand vom 12. bis zum 15. Juli statt. 
Vorjahressieger waren Alfie Hewett und Gordon Reid, die auch in diesem Jahr das Turnier gewannen.

## Setzliste
| Nr. | Paarung                        | Erreichte Runde |
| --- | ------------------------------ | --------------- |
| 01. | Stéphane Houdet Nicolas Peifer | Halbfinale      |
| 02. | Alfie Hewett Gordon Reid       | Sieg            |

## Hauptrunde
Zeichenerklärung
- Q = Qualifikant
- WC = Wildcard
- LL = Lucky Loser
- ITF = qualifiziert über ITF-Ranking
- ALT = alternate (Ersatz)
- PR = Protected Ranking
- SE = Special Exempt
- r = retired (Aufgabe)
- d = Disqualifikation
- w.o. = walkover
- [ ] = Match-Tie-Break

|  | Halbfinale | Halbfinale                       | Halbfinale | Halbfinale | Halbfinale |  |  | Finale | Finale                       | Finale | Finale | Finale |
|  |            |                                  |            |            |            |  |  |        |                              |        |        |        |
|  |            |                                  |            |            |            |  |  |        |                              |        |        |        |
|  | 1          | Stéphane Houdet Nicolas Peifer   | 1          | 6          | 5          |  |  |        |                              |        |        |        |
|  |            | Joachim Gérard Stefan Olsson     | 6          | 3          | 7          |  |  |        |                              |        |        |        |
|  |            |                                  |            |            |            |  |  |        | Joachim Gérard Stefan Olsson | 1      | 4      |        |
|  |            |                                  |            |            |            |  |  | 2      | Alfie Hewett Gordon Reid     | 6      | 6      |        |
|  |            | Gustavo Fernández Shingo Kunieda | 4          | 6          | 63         |  |  |        |                              |        |        |        |
|  | 2          | Alfie Hewett Gordon Reid         | 6          | 3          | 7          |  |  |        |                              |        |        |        |
|  |            |                                  |            |            |            |  |  |        |                              |        |        |        |